# الشركة العامة (المغرب)
الشركة العامة (بالفرنسية: Société générale)‏ هي أول مجموعة مالية خاصة في المغرب مع مساهمين كبار من المعيار الدولي.

## تاريخ
تم إنشاء الشركة العامة في عام 1913 في الدار البيضاء العاصمة الاقتصادية للمملكة، وبذلك تُعتبر أول وكالة مغربية في هذا المجال، وهي تتبع لمجموعة الشركة العامة التي تُعتبر واحدة من أكبر المجموعات المصرفية في منطقة اليورو، وقد برزت الوكالة المغربية باعتبارها مرجع البنك الأوروبي لتطوير الاقتصاد المغربي.

## الخدمات
مع شبكة كبيرة تُقارب الـ 400 وكالة موزعة بشكل مختلف على معظم المدن المغربية، تعمل الشركة العامة في ثلاثة مجالات:
- البنك التجاري: إدارة التدفق النقدي في الحسابات الجارية الدائنة، القروض الاستثمارية للشركات، الودائع والقروض إلى الأفراد، التجارة ...
- البنك التمويل والاستثمار: التمويل المهيكل للبعثات، الاندماج والاستحواذ، الاستثمارات والاستشارات والوساطة المالية، البورصة، منتجات سعر الصرف ...
- البنك الخاص: إدارة الأصول، السندات قصيرة الأجل وطويلة الأجل والأسهم المتنوعة، الوساطة المالية في السوق وحفظ الاستثمارات في الأوراق المالية وإدارة الثروات الاستشارية للمستثمرين من المؤسسات ...

## وصلات خارجية
- الموقع الرسمي للشركة العامة المغربية